# Камілла Ладдінгтон
Камілла Ганна Ладдінгтон (Camilla Luddington; нар.15 грудня 1983) — британська акторка. Відома роллю Кейт Міддлтон в телефільмі «Вільям і Кейт» і Джо Вілсон в серіалі «Анатомія Грей».

## Раннє життя
Ладдінгтон родом з Беркшира і отримала освіту в школі для дівчаток в Аскот, графство Беркшир. Потім відвідувала американську школу в Англії в Торп в графстві Суррей. Після цього завершує освіту в Оксфорді і переїжджає в США.

## Кар'єра
Ладдінгтон здобула популярність роллю в телефільмі «William & Kate». У лютому 2011 року газета Daily Mail написала, що вона «буде на шляху до слави і багатства після того, як зіграє Кейт Міддлтон у фільмі про королівське весілля». Однак The Daily Telegraph опублікувала побоювання інших акторів «королівська роль не може стати великим кроком у кар'єрі». Ладдінгтон незабаром приєдналася до акторського складу серіалу "Californication" каналу Showtime у п'ятому сезоні, зігравши няню Ліззі. Вона також приєдналася до акторського складу п'ятого сезону вампірської драми «Реальна кров» каналу HBO, зігравши Клодетт. 26 червня 2012 року Crystal Dynamics підтвердила, що Ладдінгтон буде озвучувати Лару Крофт в грі, Tomb Raider. Вона також стала одним з прообразів героїні, з неї також скопіювали частину характерних жестів.
У липні 2012 року Ладдінгтон отримала другорядну роль інтерна Джо Вілсон в серіалі Шонди Раймс «Анатомія Грей». Персонажка Ладдінгтон була одним з п'яти нових інтернів у 9 сезоні серіалу, а ролі інших зіграли Тіна Мажоріно, Джерріка Хінтон, Гай Чарльз і Тесса Феррер. Після появи майже у кожному з епізодів сезону Ладдінгтон, разом з трьома іншими акторами, була підвищена до основного складу починаючи з 10 сезону.

## Особисте життя
З 17 серпня 2019 року одружена з актором Меттью Аланом. У подружжя є дочка — Хейден Алан (нар. 9 березня 2017). 9 березня 2020 року стало відомо про вагітність акторки.

## Фільмографія
| Рік       |    | Українська назва                            | Оригінальна назва                                      | Роль                   |
| --------- | -- | ------------------------------------------- | ------------------------------------------------------ | ---------------------- |
| 2007      | ф  |                                             | A Couple of White Chicks at the Hairdresser            | Портьє                 |
| 2009      | ф  |                                             | Behaving Badly                                         | Стюардеса              |
| 2009      | тф |                                             | Serving Time                                           | Нахабна гостя №2       |
| 2010      | с  | Забуті                                      | The Forgotten                                          | Джейн Доу / Емма Кларк |
| 2010      | кф |                                             | Pride and Prejudice and Zombies: Dawn of the Dreadfuls | Джейн Беннет           |
| 2010      | с  | C.S.I.: Місце злочину                       | CSI: Crime Scene Investigation                         | Клер                   |
| 2010      | с  | Дні нашого життя                            | Days of our Lives                                      | Тіффані                |
| 2010      | с  | Вперед — до успіху                          | Big Time Rush                                          | Клер                   |
| 2011      | с  | Секс по дружбі                              | Friends with Benefits                                  | Дівчина                |
| 2010      | кф |                                             | The Filming of Shakey Willis                           | Брук                   |
| 2011      | с  | Фішки. Гроші. Адвокати                      | The Defenders                                          | Талія                  |
| 2011      | тф | Випадково в коханні                         | Accidentally in Love                                   | Сандра                 |
| 2011      | тф | Уільям і Кейт                               | William & Kate                                         | Кетрін Міддлтон        |
| 2012      | с  | Секс і Каліфорнія                           | Californication                                        | Лиззи                  |
| 2012      | с  | Реальна кров                                | True Blood                                             | Клодетта Крейн         |
| 2012—2019 | с  | Анатомія Грей                               | Grey's Anatomy                                         | Джо                    |
| 2013      | вг | Tomb Raider                                 | Tomb Raider                                            | Лара Крофт             |
| 2014      | ф  | Пакт 2                                      | The Pact 2                                             | Джун                   |
| 2015      | вг | Сходження Розкрадачки гробниць              | Rise of the Tomb Raider                                | Лара Крофт             |
| 2018      | вг | Тінь Розкрадачки гробниць                   | Shadow of the Tomb Raider                              | Лара Крофт             |
| 2020      | мф | Темна Ліга Справедливості: Війна Апоколіпса | Justice League Dark: Apokolips War                     | Затанна                |